# Saint-Marcelin-de-Cray
Saint-Marcelin-de-Cray é uma comuna francesa na região administrativa de Borgonha-Franco-Condado, no departamento Saône-et-Loire. Estende-se por uma área de 13,67 km². Em 2010 a comuna tinha 193 habitantes (densidade: 14,1 hab./km²).